# 현종 왕세자 책봉 옥인
현종 왕세자 책봉 옥인은 1651년(효종 2)에 조선 효종이 현종을 왕세자로 책봉하면서 만든 어보이다. 이는 옥석으로 만들어졌으며, 내용은 "왕세자지인(王世子之印)"이다.
보신의 크기는 세로 10.3cm, 가로: 10.3cm, 높이 3.1cm이다. 보뉴는 세로 9.3cm, 가로 8.9cm, 높이 5.9cm이며, 전체 높이는 9.0cm, 보곽은 10.1cm이다.

## 문화재 환수 경위
현종 왕세자 책봉 옥인은 미국 로스엔젤레스에 거주하던 미국인이 일본에서 이를 구입하여 미국으로 건너가게 되었다. KBS 다큐멘터리 "시사기획 창"(2013. 5. 28.)이 방영되어 현종 옥인의 존재가 확인되었고, 대한민국 문화재청의 요청에 따라 미국 국가안보수사국(HSI)이 현종 옥인을 보관하게 되었다. 
현종 왕세자 책봉 옥인은 이처럼 미국으로 반출되었다가 2017년에 문정왕후 어보와 함께 반환되었다. 6월 30일 오전 11시(미국 현지시각)에 워싱턴 소재 주미한국대사관에서 양국 관계자가 참석한 가운데 반환행사가 개최되었다. 문화재 반환은 한미간 친선과 우호 증진을 위해 결의되었으며, 반환식에는 문화재청 국립고궁박물관 관장 김연수와 미국 이민관세청(ICE) 청장 직무대리 토마스 호먼(Thomas D. Homan) 등이 참석하였다.
해당 문화재는 7월에 대통령 전용기를 통해 국내로 반입되었고, 이는 대통령 전용기로 환수된 최초의 사례가 되었다.

## 소장처
현종 왕세자 책봉 옥인은 2021년 현재 대한민국 국립고궁박물관에 보관되고 있다.(유물번호 고궁2844)